# Villeron
Villeron é uma comuna francesa na região administrativa da Ilha de França, no departamento do Vale do Oise. Estende-se por uma área de 5.61 km². Em 2010 a comuna tinha 1 265 habitantes (densidade: 225,5 hab./km²).